# Caxingó
Caxingó är en kommun i Brasilien.   Den ligger i delstaten Piauí, i den nordöstra delen av landet, 1 500 km norr om huvudstaden Brasília. Antalet invånare är 5 039.
Omgivningarna runt Caxingó är huvudsakligen savann. Runt Caxingó är det glesbefolkat, med 10 invånare per kvadratkilometer.